# Eleonora Vargas
Eleonora Vargas, auch Leonora Vargas, (* in Rom) ist eine italienische Schauspielerin.

## Leben
1959 hatte Vargas bei dem Film Herkules, der Schrecken der Hunnen erstmals eine Rolle inne. Bis zuletzt 1973 folgten sechs weitere Filme, in denen sie zu sehen war.

## Filmografie
- 1959: Herkules, der Schrecken der Hunnen (Goliath and the Barbarians)
- 1961: Dynamit Jack (Dynamite Jack)
- 1962: Ritt in die Freiheit (Col ferro e col fuoco)
- 1962: Der Gladiator von Rom (Il gladiatore di Roma)
- 1967: Das Todeslied von Laramie (Sette pistole per un massacro)
- 1969: Agguato sul Bosforo
- 1973: Der Totenchor der Knochenmänner (La orgía de los muertos)